# Tyrone Charles
Tyrone Charles (sinh ngày 30 tháng 11 năm 1988) là một cầu thủ bóng đá người Trinidad và Tobago thi đấu cho Câu lạc bộ Sando, ở vị trí tiền vệ chạy cánh trái.

## Sự nghiệp
Sinh ra ở Port of Spain, he từng thi đấu bóng đá cho Central, St. Ann's Rangers, Caledonia AIA, North East Stars, San Juan Jabloteh và Câu lạc bộ Sando.
Anh ra mắt quốc tế cho Trinidad và Tobago năm 2015.